# اوانز (کلرادو)
اوانز (به انگلیسی: Evans) شهری در ایالت کلرادو کشور ایالات متحده آمریکا است که جمعیت آن در سرشماری سال ۲۰۱۰ میلادی، ۱۸٬۵۳۷ نفر بوده‌است.